# بوهدان بلاواتسکی
بوهدان بلاواتسکی (اوکراینی: Богдан Ігорович Блавацький؛ زادهٔ ۷ ژوئن ۱۹۶۳) بازیکن فوتبال اهل اتحاد جماهیر شوروی سوسیالیستی است.